# Hans Sturm (futbolista)
Hans «Hansi» Sturm (Schönau an der Katzbach, Alemania nazi, 3 de septiembre de 1935-Colonia, Alemania, 24 de junio de 2007) fue un futbolista alemán que se desempeñaba como centrocampista.
Su hijo Ralf también fue futbolista.

## Fallecimiento
Murió a los 71 años el 24 de junio de 2007 en el Hospital Universitario de Colonia, debido a un tumor cerebral inoperable.

## Selección nacional
Fue internacional con la selección de Alemania Federal en 3 ocasiones. Participó en las Copas del Mundo de 1958, donde Alemania Federal obtuvo el cuarto lugar, y 1962, jugando un partido en cada edición.

### Participaciones en Copas del Mundo
| Mundial                        | Sede   | Resultado        | Partidos | Goles |
| ------------------------------ | ------ | ---------------- | -------- | ----- |
| Copa Mundial de Fútbol de 1958 | Suecia | Cuarto lugar     | 1        | 0     |
| Copa Mundial de Fútbol de 1962 | Chile  | Cuartos de final | 1        | 0     |

## Clubes
| Club             | País             | Año       |
| ---------------- | ---------------- | --------- |
| Colonia          | Alemania Federal | 1955-1967 |
| Viktoria Colonia | Alemania Federal | 1967-1971 |

## Palmarés

### Campeonatos regionales
| Título        | Club    | País             | Año  |
| ------------- | ------- | ---------------- | ---- |
| Oberliga West | Colonia | Alemania Federal | 1960 |
| Oberliga West | Colonia | Alemania Federal | 1961 |
| Oberliga West | Colonia | Alemania Federal | 1962 |
| Oberliga West | Colonia | Alemania Federal | 1963 |

### Campeonatos nacionales
| Título            | Club    | País             | Año  |
| ----------------- | ------- | ---------------- | ---- |
| Campeonato alemán | Colonia | Alemania Federal | 1962 |
| Bundesliga        | Colonia | Alemania Federal | 1964 |